# Bruno Gröning
Bruno Gröning (Danzica, 30 maggio 1906 – Parigi, 26 gennaio 1959) è stato un mistico tedesco.
Fu attivo in Germania come guaritore, dopo la seconda guerra mondiale.

## Biografia
Bruno Gröning nacque a Danzica – allora capitale della Prussia occidentale – il 31 maggio 1906 da Auguste Gröning e Margarete Seidler. Era il quarto di sette fratelli e fin da bambino rivelò capacità particolari, tanto che spesso le persone ammalate richiedevano la sua presenza. Bruno Gröning ha scritto nella sua autobiografia: "Durante la mia infanzia e gioventù, passate nella casa paterna, mi accorsi sempre di più di queste mie capacità straordinarie, che esercitavano un influsso calmante e benevolo su persone ed animali. Già da piccolo, in mia presenza, persone ammalate guarivano dai loro disturbi e bambini, come pure adulti, durante delle liti si calmavano per mezzo di alcune mie parole." Non fece studi formali di medicina e si limitò a conseguire la licenza elementare. Svolse il lavoro di carpentiere e diverse altre occupazioni, ma fu poi arruolato nella Wehrmacht durante la Seconda Guerra mondiale. Catturato dai sovietici, fu imprigionato per qualche tempo e durante la prigionia si batté per ottenere migliori condizioni per i carcerati. 
Bruno Gröning guadagnò l'attenzione pubblica nel giugno 1949. Egli aveva già una certa notorietà a causa di diverse guarigioni avvenute grazie alla sua presenza, quando l'ingegnere Hülsmann di Herford venne a sapere di lui e lo pregò di guarire il figlio Dieter di 9 anni, affetto da una grave forma di distrofia muscolare progressiva. Grazie alla presenza di Bruno Gröning, il bambino che era immobilizzato a letto riprese a camminare. La notizia iniziò a circolare e, presto, una folla di malati iniziò a radunarsi presso la casa degli Hulsmann, nella Wilhelmplatz 7, in cerca di guarigione. Molti giornali ripresero la notizia, che attirò folle più grandi, anche fino a 5000 persone.
In seguito si trasferì a Rosenheim, in Baviera, dove nel settembre 1949, affluirono migliaia di persone in cerca di guarigione. Nella notte del 9 settembre 1949 - definita in seguito "la notte delle grandi guarigioni" – erano presenti più di 30.000 persone e numerosi testimoni dell'epoca affermano di aver assistito a guarigioni straordinarie: ciechi che riacquistavano la vista, paralizzati che ricominciavano a camminare, persone affette dalle malattie più disparate che riacquistavano la salute. Molte forze contrarie si sollevarono contro Bruno Gröning: se molti medici portavano i loro assistiti da lui quando si rendevano conto di non poterli aiutare con le loro competenze mediche, molti altri lo denunciarono alle autorità accusandolo di esercizio abusivo della professione. Venne processato e assolto poiché i giudici gli riconobbero la buona fede, ma gli fu impedito di continuare a operare guarigioni. Bruno Gröning evitò, così, da quel momento i grandi raduni di massa e fondò piccole comunità in Germania e in Austria dove si limitava a parlare ai presenti trasmettendo i suoi insegnamenti. Egli sosteneva l'esistenza di una forza cosmica che è in grado di donare e restituire la salute ad ogni essere vivente, ma sosteneva anche che gli uomini avevano dimenticato come sintonizzarsi con essa e come riceverla. Le guarigioni continuavano ad avvenire e, alcuni affaristi, fingendosi amici e collaboratori, vollero trarne profitti economici chiedendo compensi in denaro ai guariti nonostante che Bruno Gröning avesse sempre rifiutato qualsiasi forma di compenso affermando che non poteva trarre guadagno per una capacità che non era sua, ma che gli veniva data da Dio. Egli chiedeva solo alle persone che avevano ottenuto la guarigione di scrivere la loro testimonianza e, ancora oggi, è possibile leggere le innumerevoli lettere di ringraziamento a lui recapitate.  Nel 1956 venne di nuovo processato con l'accusa di avere distolto Ruth Kühfuss, una ragazza affetta da tubercolosi in seguito deceduta, dal praticare cure mediche. Bruno Gröning in realtà, come molti testimoni dichiarano, ha sempre consigliato alle persone che si recavano da lui in cerca di guarigione di recarsi dal loro medico ed ha molte volte affermato che il suo operare non aveva nulla a che fare con la medicina. Il processo di appello non ebbe luogo: verso la fine del 1958 venne ricoverato a Parigi dove morì il 26 gennaio 1959.  Bruno era sopravvissuto ai due figli, morti in tenera età (Harald, 1931-1939, e Günter, 1939-1949).

## Insegnamenti
Gröning sosteneva che le sue idee non dovevano essere considerate come un nuovo insegnamento o una nuova religione, ma piuttosto come un'antica conoscenza che era stata persa. Sosteneva infatti che la gente aveva dimenticato "la cosa più importante": l'esistenza di una Forza Superiore a disposizione delle persone per aiutarle.